# Privas
Privas (okcitansko Privàs) je naselje in občina v jugovzhodni francoski regiji Rona-Alpe, prefektura departmaja Ardèche. Leta 2006 je naselje imelo 8.624 prebivalcev.

## Geografija
Kraj se nahaja v pokrajini Languedoc v dolini reke Ouvèze.

## Administracija
Privas je sedež istoimenskega kantona, v katerega so poleg njegove vključene še občine Ajoux, Alissas, Coux, Creysseilles, Dunière-sur-Eyrieux, Flaviac, Freyssenet, Gourdon, Lyas, Les Ollières-sur-Eyrieux, Pourchères, Pranles, Saint-Priest, Saint-Vincent-de-Durfort in Veyras z 18.032 prebivalci. 
Naselje je tudi sedež okrožja, sestavljenega iz kantonov Bourg-Saint-Andéol, Chomérac, Privas, Rochemaure, Saint-Pierreville, Viviers in La Voulte-sur-Rhône s 118.028 prebivalci.

## Pobratena mesta
- Tortona (Piemont, Italija),
- Weilburg (Hessen, Nemčija),
- Wetherby (Anglija, Združeno kraljestvo),
- Zevenaar (Gelderland, Nizozemska).